# جون أنديرس هوقلند
جون أنديرس هوقلند هو أكاديمي سويدي، ولد في 24 نوفمبر 1967.